# Mura di Rieti
Le mura di Rieti furono erette a difesa del centro della città di Rieti per la prima volta in epoca romana, e poi più volte modificate, ricostruite ed espanse durante il medioevo.
Mentre della cinta romana rimangono poche tracce, sono ancora ampiamente visibili le mura medievali innalzate nel XIII secolo con le sue torri e portali, che sono considerate «tra le più imponenti e meglio conservate del Lazio». Le mura medievali cingono Rieti per l'intero lato Nord, e consentivano un'efficace difesa della città congiungendosi con il fiume Velino che scorre a meridione.

## Storia

### Mura romane

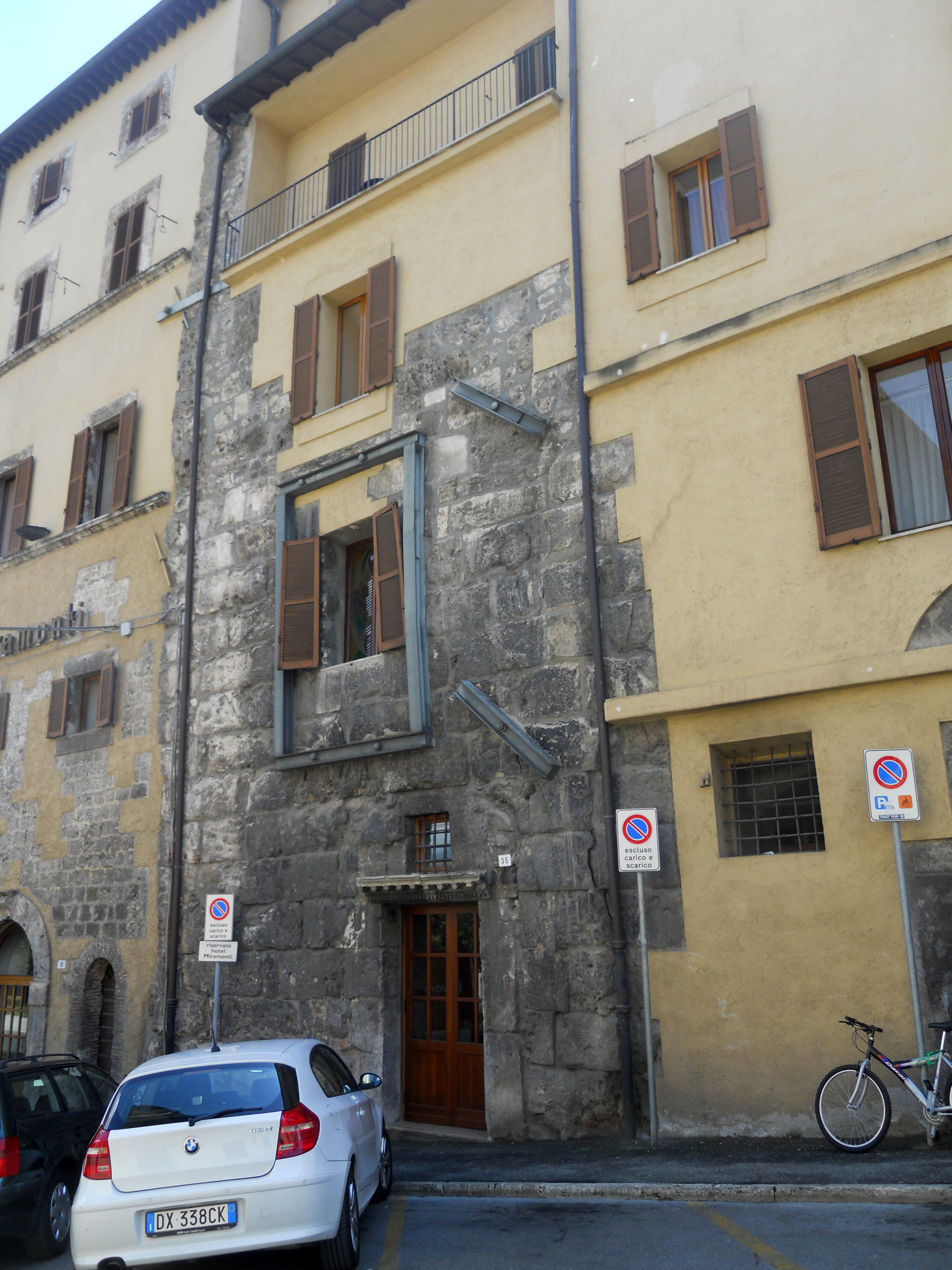
Resti delle mura romane nella facciata dell'Hotel Miramonti, in via Pescheria

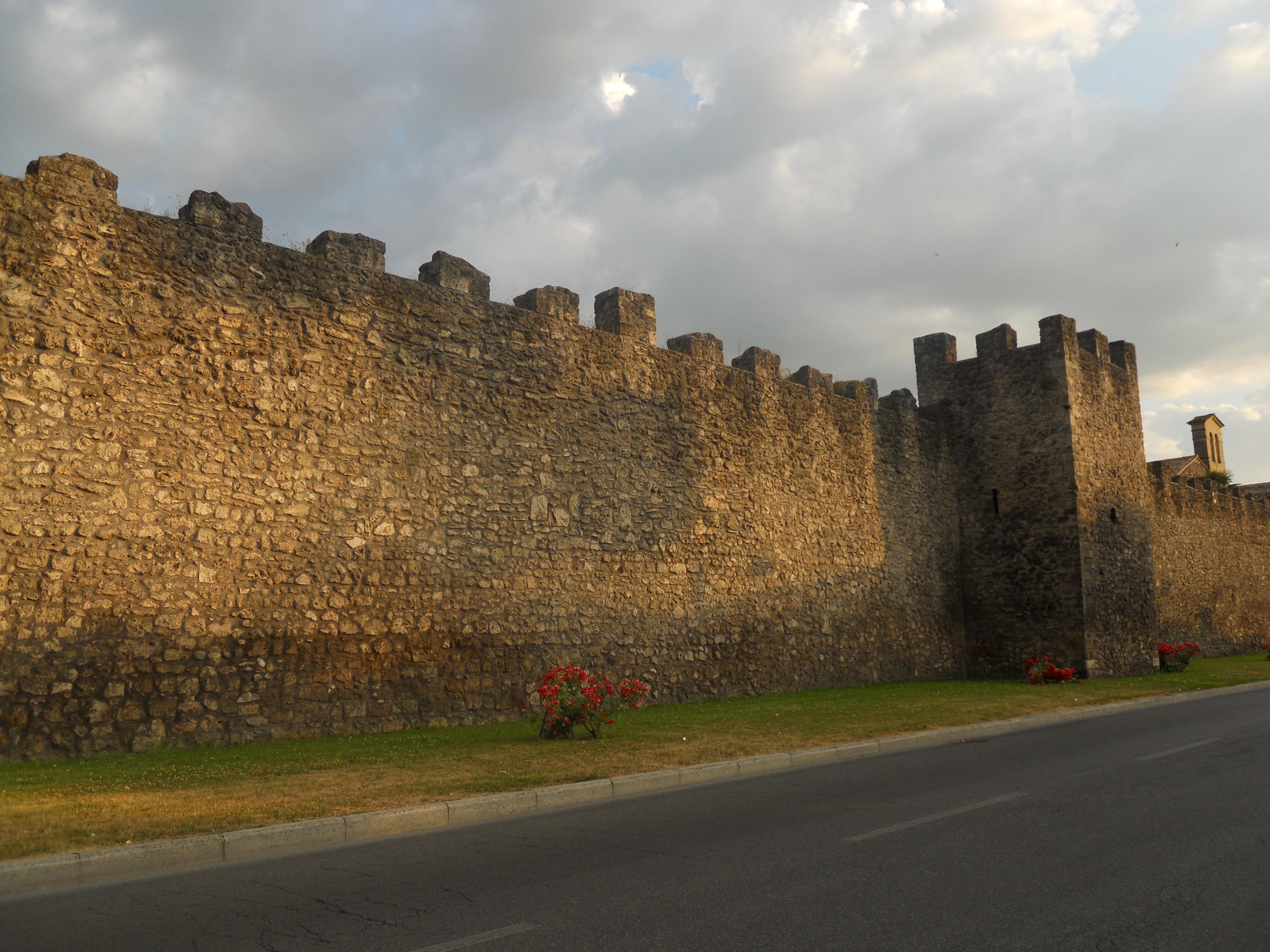
Le mura tra porta San Giovanni e la stazione ferroviaria

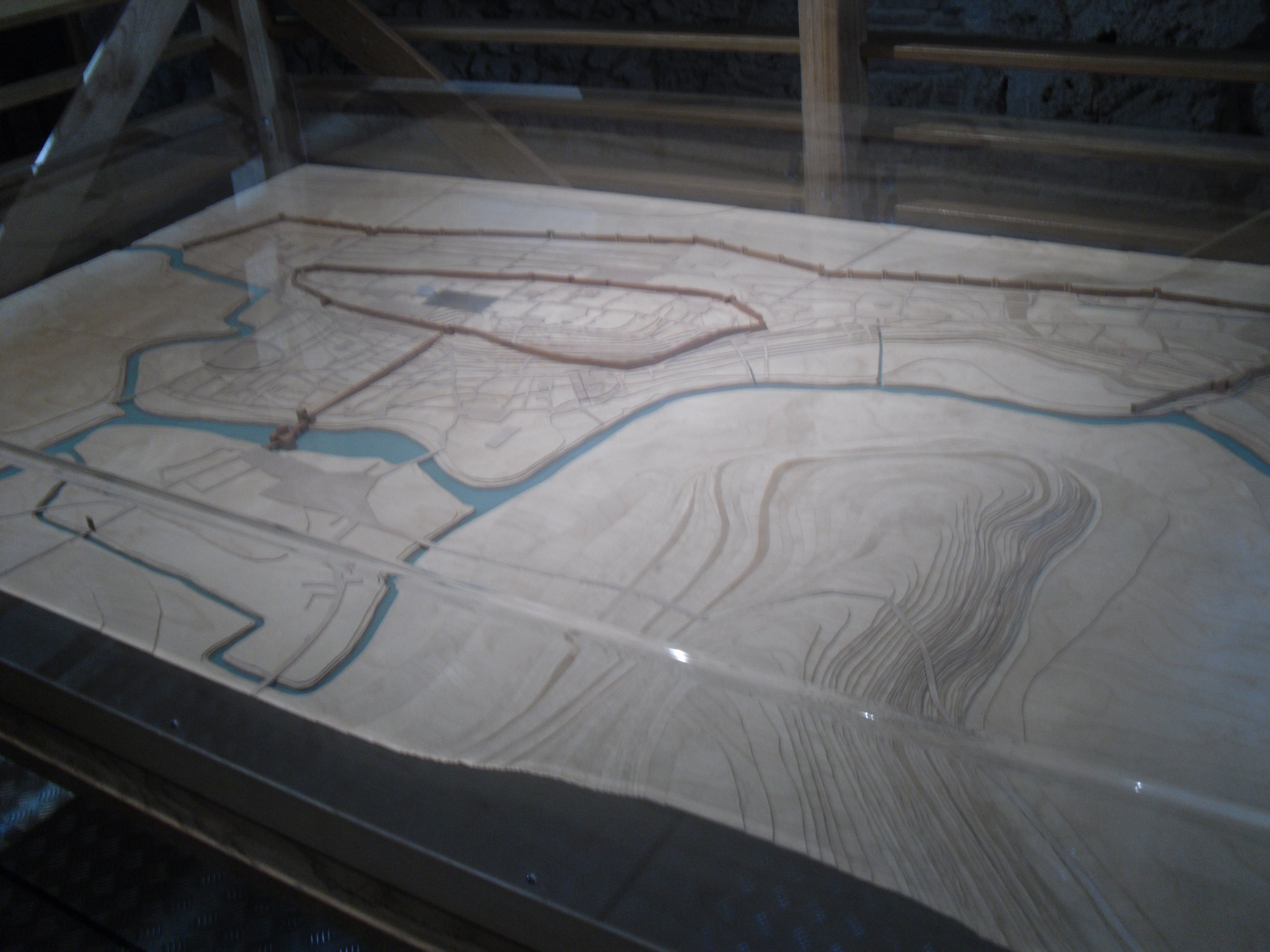
Plastico del Museo civico (sezione archeologica) con le due cinte murarie romana e medievale

Le prime mura a difesa del centro vennero edificate in età repubblicana, a seguito della conquista romana avvenuta nel 290 secolo a.C per mano del console Manio Curio Dentato.

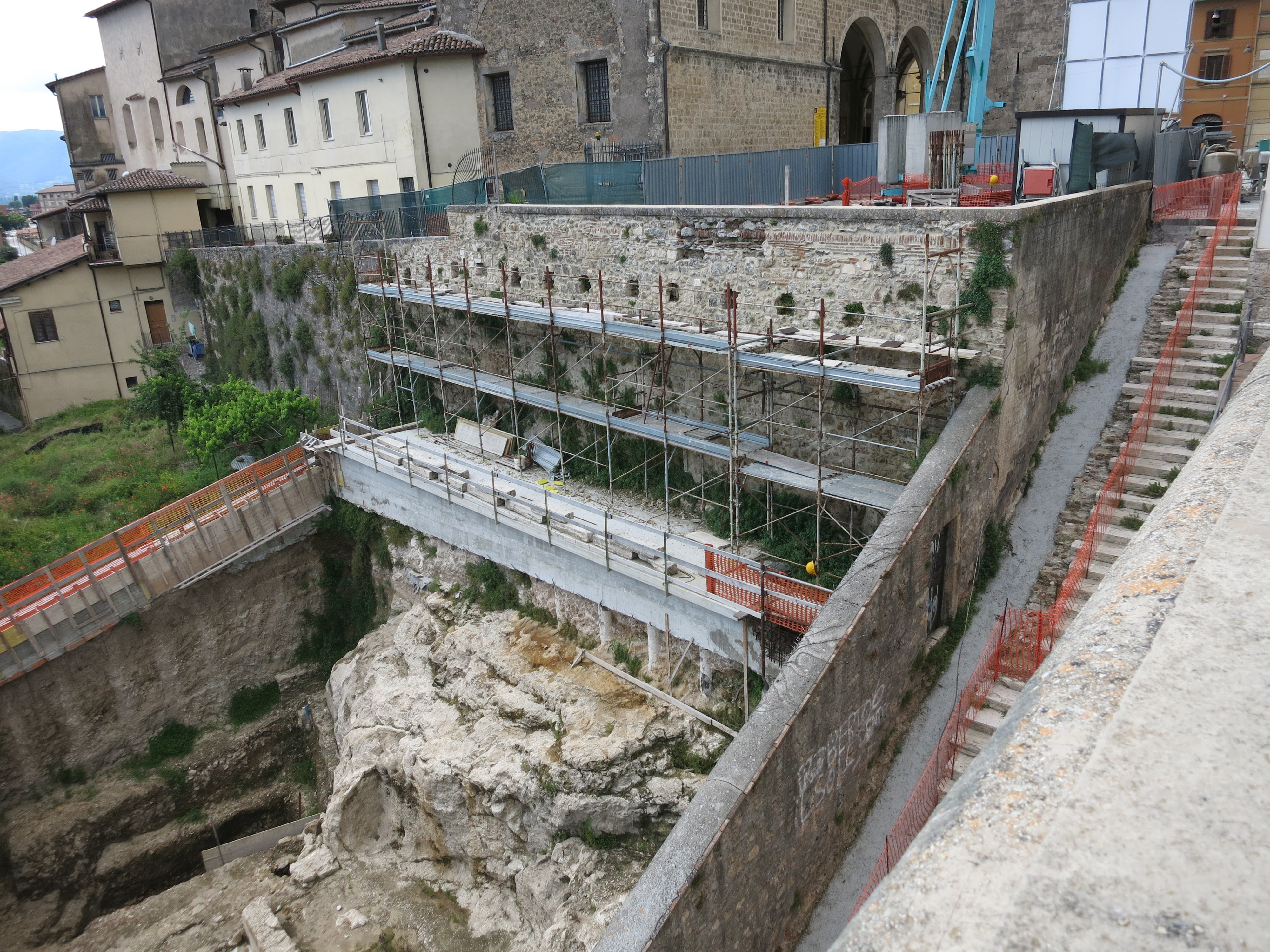
Il tratto di via S. Pietro Martire, dove la cinta muraria romana sfruttava la naturale differenza altimetrica con lo sperone di travertino dove sorge piazza del Duomo, fotografato nel corso di lavori dove sono stati ritrovati resti delle mura

Questa cinta muraria, meno estesa di quella medievale attualmente visibile, si sviluppava lungo una linea perimetrale semi-ovale, che racchiudeva solo la parte più elevata della rocca; i suoi confini si trovavano approssimativamente in corrispondenza dell'arco di Bonifacio VIII ad ovest, in via Tancredi ad est, lungo le vie Pellicceria e San Pietro Martire a sud, lungo il terrapieno su cui si erge il monastero di San Paolo a nord. Le mura romane alternavano tratti in muratura a terrapieni.
Lungo le mura si aprivano le porte Quintia o Cintia ad ovest, Interocrina o Accarana ad est (tra via Garibaldi e via Vignola) e la porta Romana a sud, lungo l'antica "via di ponte". Nell'alto medioevo fu aperta a nord la porta San Giovanni, lungo via Pennina.
Di questa cinta muraria rimangono oggi solo tracce, individuabili nelle costruzioni di epoche successive che vi hanno fondato i basamenti o ne hanno riutilizzato i materiali: ne sono esempi i blocchi in travertino sulla facciata e all'interno dell'Hotel Miramonti in via Pescheria, le grandi sostruzioni dell'antico terrapieno lungo il tratto superiore di via San Francesco e una serie di blocchi di pietra alla base di un torrione di cinta riutilizzati nello zoccolo dell'attuale chiesa di Sant'Antonio Abate, dove anticamente si trovava la porta Accarana (in via del Vignola); in uno di essi è leggibile, capovolta, l'iscrizione latina «C. CALVIVS». Resti della cinta muraria sono stati ritrovati nel 2015 nel corso dei lavori di costruzione di un ascensore tra via San Pietro Martire e piazza Cesare Battisti. I resti di questa cinta muraria, che nel documento è attribuita addirittura agli Umbri e ai Pelasgi, sono stati inseriti nell'elenco degli edifizi monumentali stilato nel 1902 dal Ministero della Pubblica Istruzione.

### Mura medievali

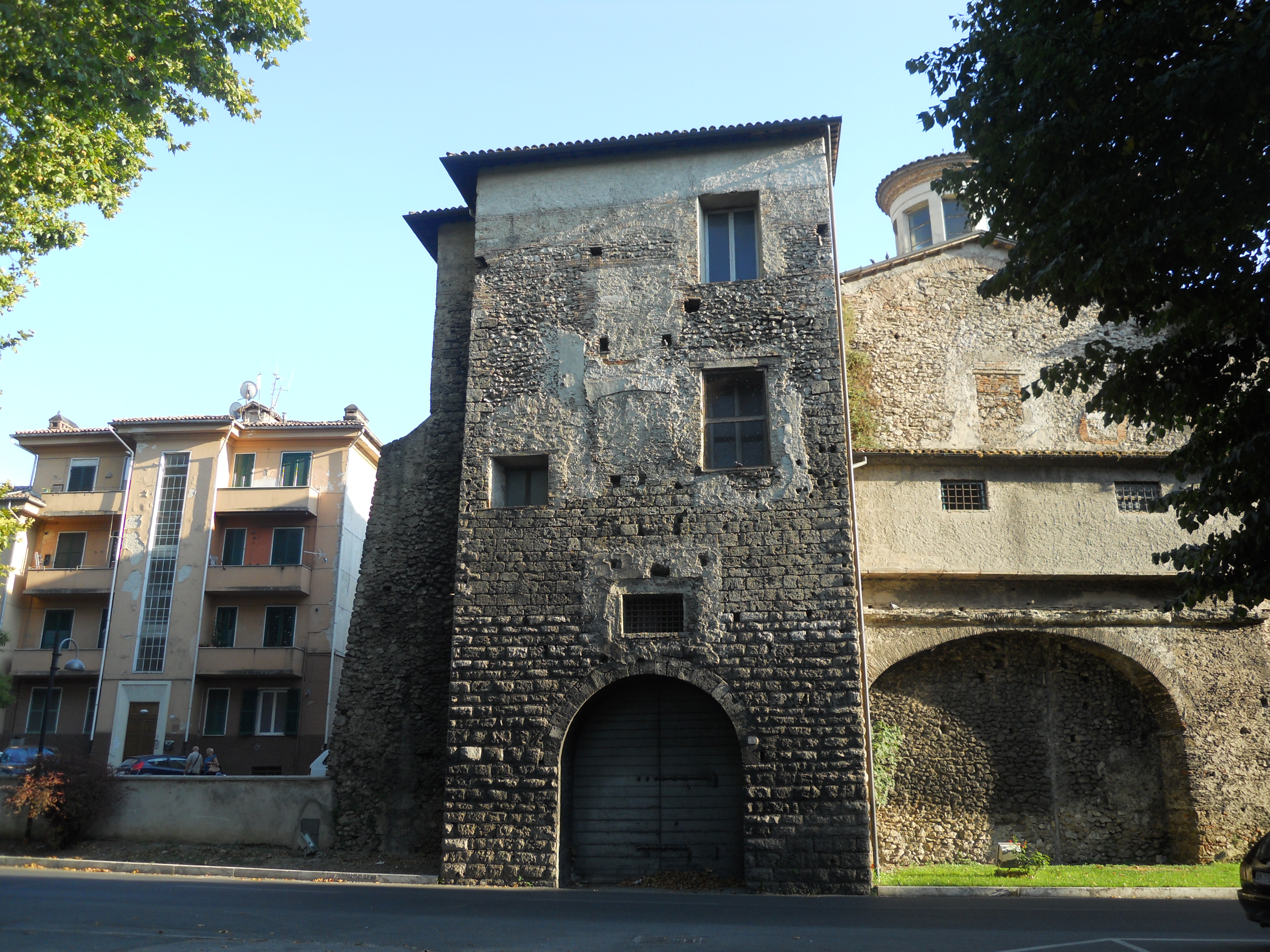
L'interruzione delle mura causata dalla demolizione degli anni cinquanta, per costruire case popolari

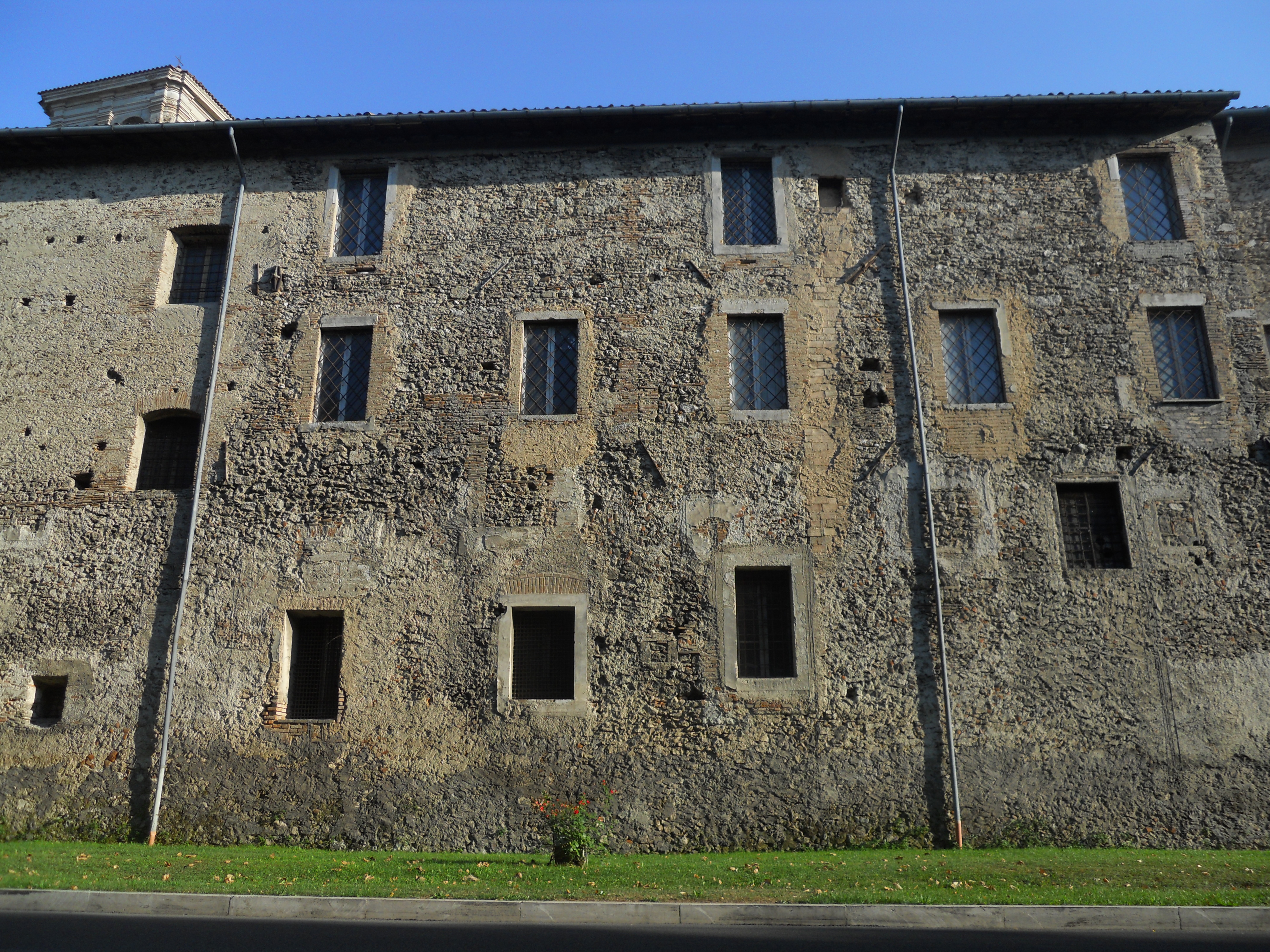
La parte delle mura riadattata ad abitazioni

Nel XII secolo Rieti si schierò sul fronte guelfo divenendo parte dello Stato della Chiesa, presso il quale acquisì una notevole importanza strategica per via della presenza, ad est della città, del confine con il Regno di Napoli (di cui faceva parte la vicina Cittaducale).
Tutto il secolo successivo fu un periodo di splendore e prosperità economica per la città di Rieti, che fu spesso eletta a sede papale: nell'arco di un secolo vi risiedettero cinque Papi e si ebbe una notevole espansione urbana al di fuori della cinta muraria romana, rendendo necessario un ampliamento delle mura per proteggere gli edifici che vi erano sorti.
La nuova cinta muraria venne iniziata nel 1252 e fu completata intorno al 1320.
La nuova cinta muraria fu costruita a chiusura del lato nord, dove la città è sprovvista di difese naturali. Lunga circa 1800 metri, si estende da est ad ovest, saldandosi con i corsi d'acqua che difendevano la città negli altri lati. Ad oriente infatti termina in corrispondenza del fiume Velino (difesa naturale del lato meridionale della città, insieme alla cavatella artificiale del Borgo) mentre ad occidente si saldava con la cavatella di Fiume de' Nobili, un canale artificiale oggi prosciugato, che scorreva dove ora si trova via dei Tigli e chiudeva la città dal lato ovest. L'insieme delle mura e dei corsi d'acqua, naturali ed artificiali, costituivano un sistema difensivo del perimetro di circa 4,1 chilometri, e racchiudevano un'area di circa 630 000 m².
Nel corso del tempo fu più volte restaurata, grazie a sussidi concessi dai Papi, e modificata per adeguarla alle sempre più efficaci tecniche d'attacco. Lungo il suo percorso si aprivano molti varchi, dei quali molti scomparsi e murati nel corso dei secoli, ed alcuni ancora visibili.
La città rimase contenuta all'interno del perimetro della cinta muraria per molti secoli, con all'esterno solo pochi edifici adibiti ad attività agricole o a servizio della comunità contadina della Piana di Rieti (chiesa di Madonna del Cuore, chiesa di Madonna dell'Orto lungo l'odierna via Angelo Maria Ricci, ecc.). Per trovare i primi edifici all'esterno delle mura bisogna attendere la fine dell'Ottocento, con lo Zuccherificio (1873) e la stazione ferroviaria (1882).
Proprio con la costruzione della stazione ebbe luogo il primo abbattimento delle mura, viste ora come un ostacolo per lo sviluppo della città, con la demolizione del tratto di duecento metri che si trovava di fronte allo scalo ferroviario e fino ad allora chiudeva il lato nord di piazza Mazzini, per dare a chi proveniva dalla stazione un accesso monumentale e scenico alla città.
Ma la nascita massiccia di interi quartieri residenziali fuori dal centro storico si ebbe nel secondo dopoguerra, quando avvennero ulteriori demolizioni: la zona tra San Benedetto e Porta D'Arci negli anni Cinquanta venne cancellata per costruire case popolari; accanto alla Porta d'Arci, inoltre, nel 1956 vennero aperti alcuni archi per permettere il passaggio del traffico.
Il terremoto del 1979 danneggiò la cinta muraria, provocando in più punti il crollo della merlatura. Nel 1980 vennero avviati dei restauri.

## Porte
| N° | Nome                    | Realizzazione  | Chiusura       | Stato attuale      | Coordinate              | Mappa |
| -- | ----------------------- | -------------- | -------------- | ------------------ | ----------------------- | --- |
| 1  | Porta Cordale           | basso medioevo | tardo medioevo | chiusa             |                         | Mappa di Rieti ad inizio Novecento, prima dell'espansione al di fuori della cinta muraria e del prosciugamento delle cavatelle a meridione che completavano il sistema difensivo |
| 2  | Porta d'Arci (o d'Arce) | XIII secolo    |                | aperta             | 42.404933°N 12.871395°E | Mappa di Rieti ad inizio Novecento, prima dell'espansione al di fuori della cinta muraria e del prosciugamento delle cavatelle a meridione che completavano il sistema difensivo |
| 3  | Porta San Benedetto     | basso medioevo | tardo medioevo | chiusa             |                         | Mappa di Rieti ad inizio Novecento, prima dell'espansione al di fuori della cinta muraria e del prosciugamento delle cavatelle a meridione che completavano il sistema difensivo |
| 4  | Porta Conca             | 1349           |                | aperta             | 42.404791°N 12.864878°E | Mappa di Rieti ad inizio Novecento, prima dell'espansione al di fuori della cinta muraria e del prosciugamento delle cavatelle a meridione che completavano il sistema difensivo |
| 5  | Porta Leporaria         | basso medioevo | tardo medioevo | demolita           |                         | Mappa di Rieti ad inizio Novecento, prima dell'espansione al di fuori della cinta muraria e del prosciugamento delle cavatelle a meridione che completavano il sistema difensivo |
| 6  | Porta San Giovanni      | XV secolo      | XVI secolo     | chiusa             | 42.404759°N 12.859983°E | Mappa di Rieti ad inizio Novecento, prima dell'espansione al di fuori della cinta muraria e del prosciugamento delle cavatelle a meridione che completavano il sistema difensivo |
| 7  | Porta Cintia            | 1379           |                | demolita           | 42.40427°N 12.856785°E  | Mappa di Rieti ad inizio Novecento, prima dell'espansione al di fuori della cinta muraria e del prosciugamento delle cavatelle a meridione che completavano il sistema difensivo |
| 8  | Porta ss. Apostoli      | XIII secolo    | tardo medioevo | demolita           |                         | Mappa di Rieti ad inizio Novecento, prima dell'espansione al di fuori della cinta muraria e del prosciugamento delle cavatelle a meridione che completavano il sistema difensivo |
| 9  | Porta Santa Lucia       | basso medioevo |                | aperta             |                         | Mappa di Rieti ad inizio Novecento, prima dell'espansione al di fuori della cinta muraria e del prosciugamento delle cavatelle a meridione che completavano il sistema difensivo |
| 10 | Porta Romana            | XVI secolo     |                | isolata dalle mura | 42.39788°N 12.860339°E  | Mappa di Rieti ad inizio Novecento, prima dell'espansione al di fuori della cinta muraria e del prosciugamento delle cavatelle a meridione che completavano il sistema difensivo |
| 11 | Porta Sant'Antonio      | ?              |                | demolita           |                         | Mappa di Rieti ad inizio Novecento, prima dell'espansione al di fuori della cinta muraria e del prosciugamento delle cavatelle a meridione che completavano il sistema difensivo |
| 12 | Porta Aringo            | ?              |                | demolita           |                         | Mappa di Rieti ad inizio Novecento, prima dell'espansione al di fuori della cinta muraria e del prosciugamento delle cavatelle a meridione che completavano il sistema difensivo |

### Porta Cordale

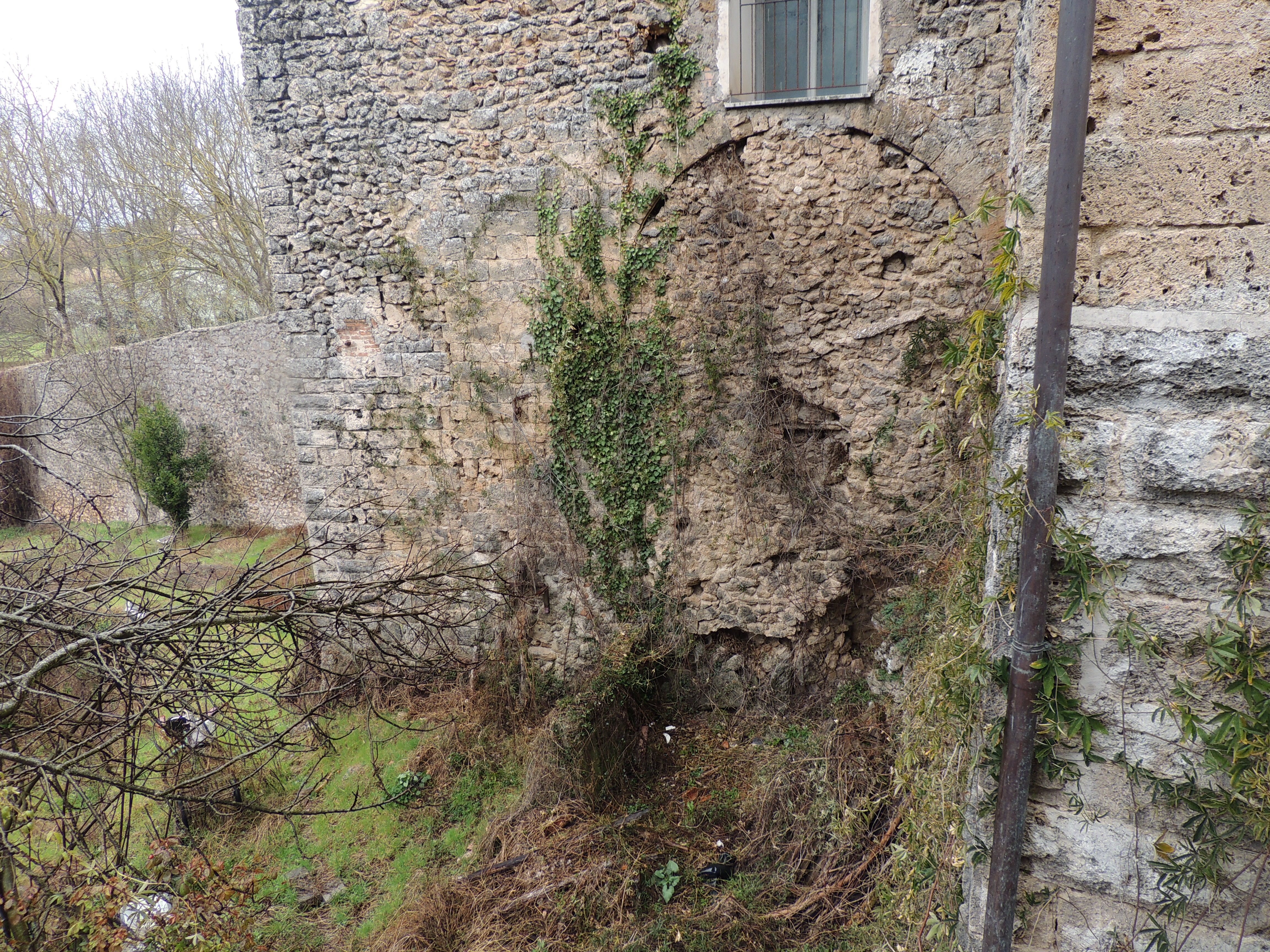
Porta Cordale

Era la prima porta delle mura che, partendo dall'argine destro del Velino, difendevano l'estrema parte orientale della città. Cadde in disuso e venne murata secoli fa.

### Porta d'Arci (o d'Arce)

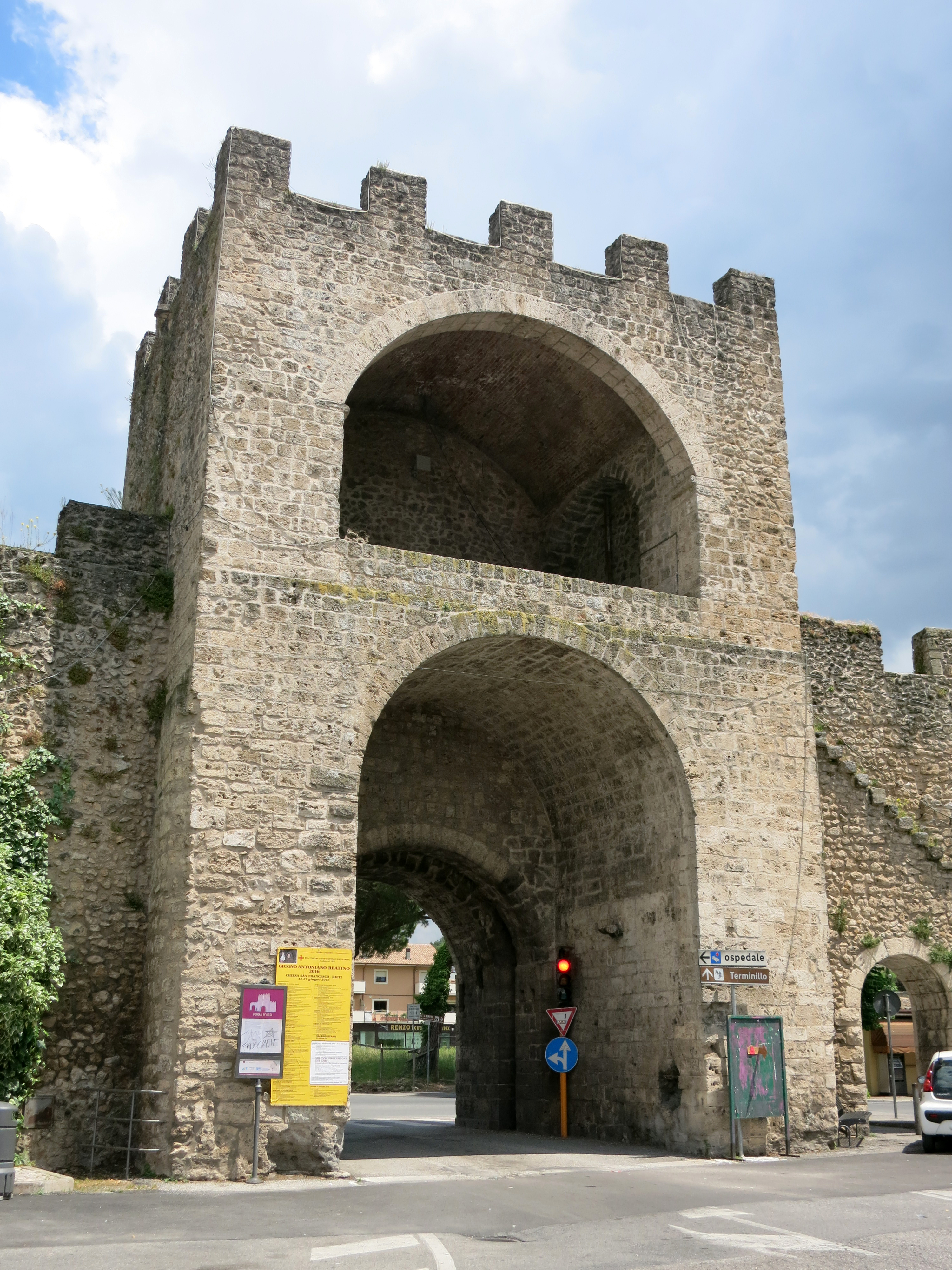
Porta d'Arci vista dall'interno

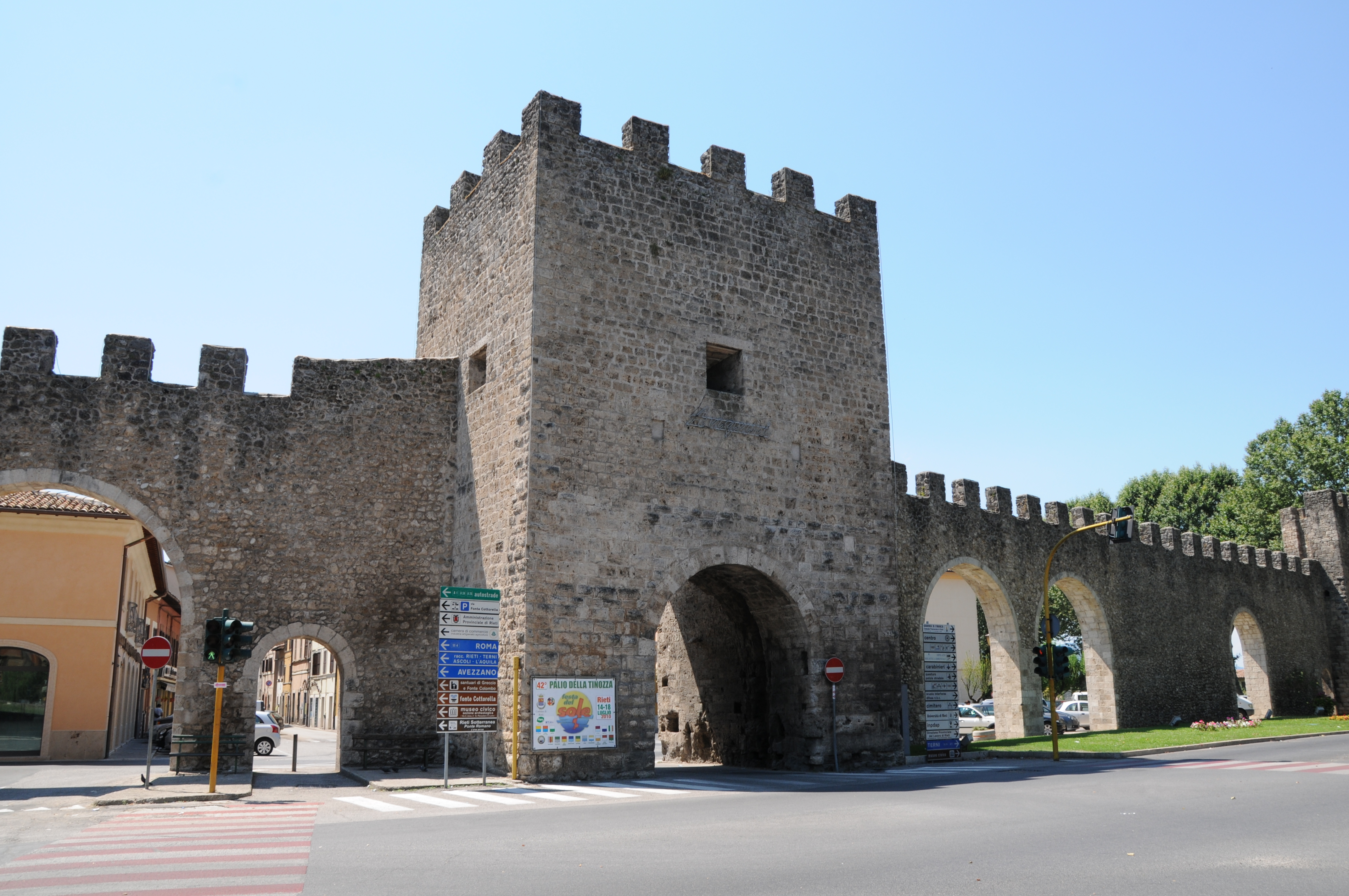
Porta d'Arci vista dall'esterno

Già nella cinta romana era presente ad oriente una porta, detta Carana o Interocrina (da Interocrìum, antico nome dell'odierna Antrodoco, che si raggiungeva uscendo sulla porta e seguendo la Via Salaria).
Porta D'Arce venne aperta nel XIII secolo, e prende forse il nome dalla fortificazione romana (dette arce appunto) che un tempo difendeva la via Salaria. La porta aveva dunque un valore strategico non indifferente tanto che nel 1372, per ordine del vescovo di Lucca vi venne fatta costruire sopra una fortezza a scopo di migliorare il controllo del varco. Come le altre subì vari ritocchi e restauri: nel 1455 furono eseguiti interventi sulla porta munendola di ferrature, nel 1482 si rese necessario intervenire per evitare il crollo delle mura poste sui suoi fianchi, mentre nel 1495 fu completamente rifatto il portale andato distrutto in seguito ad un incendio.
In alcune fotografie dell'inizio del Novecento è possibile vedere nel suo lato interno alla cinta muraria, una finestra trifora, essa fu aperta nel corso dei gli anni ma venne poi rimossa restituendo alla struttura l'aspetto iniziale visibile nella foto a lato. Anche porta D'Arce non passò indenne il periodo della seconda guerra mondiale e nuovi lavori di ristrutturazione furono intrapresi per salvarla. Fino agli anni sessanta sul lato interno la porta era affiancata dalla chiesa del suffragio e di San Leonardo, in seguito demolita. Oggi purtroppo il portale in legno non è più presente. 
Per esigenze di traffico sotto di essa quotidianamente scorrono i veicoli che percorrono le strade di Rieti, e negli anni '50 del Novecento vennero addirittura aperti altri archi nelle mura adiacenti, tre dei quali risultano però oggi inutilizzati.
Ha una forma molto regolare, praticamente una torre massiccia a forma di parallelepipedo merlato con un arco anteriore a tutto sesto che costituisce la parte superiore della porta propriamente detta, e due archi, sempre a tutto sesto posti nella parte posteriore, l'uno sopra l'altro. Nella parte anteriore è anche visibile una piccola apertura posta a circa due terzi dalla sommità.

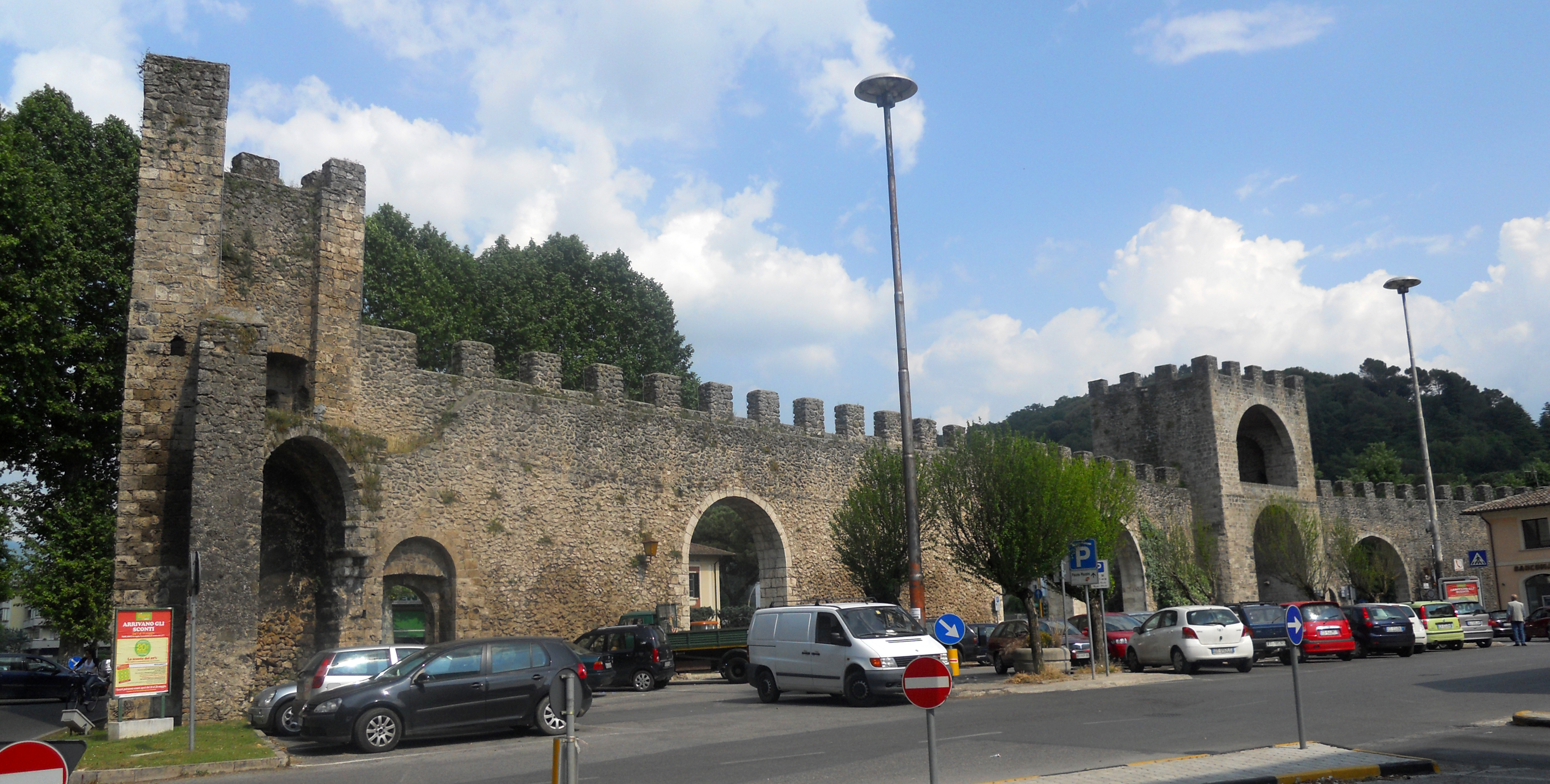
Le mura attorno a Porta d'Arci, viste dall'interno

### Porta Conca

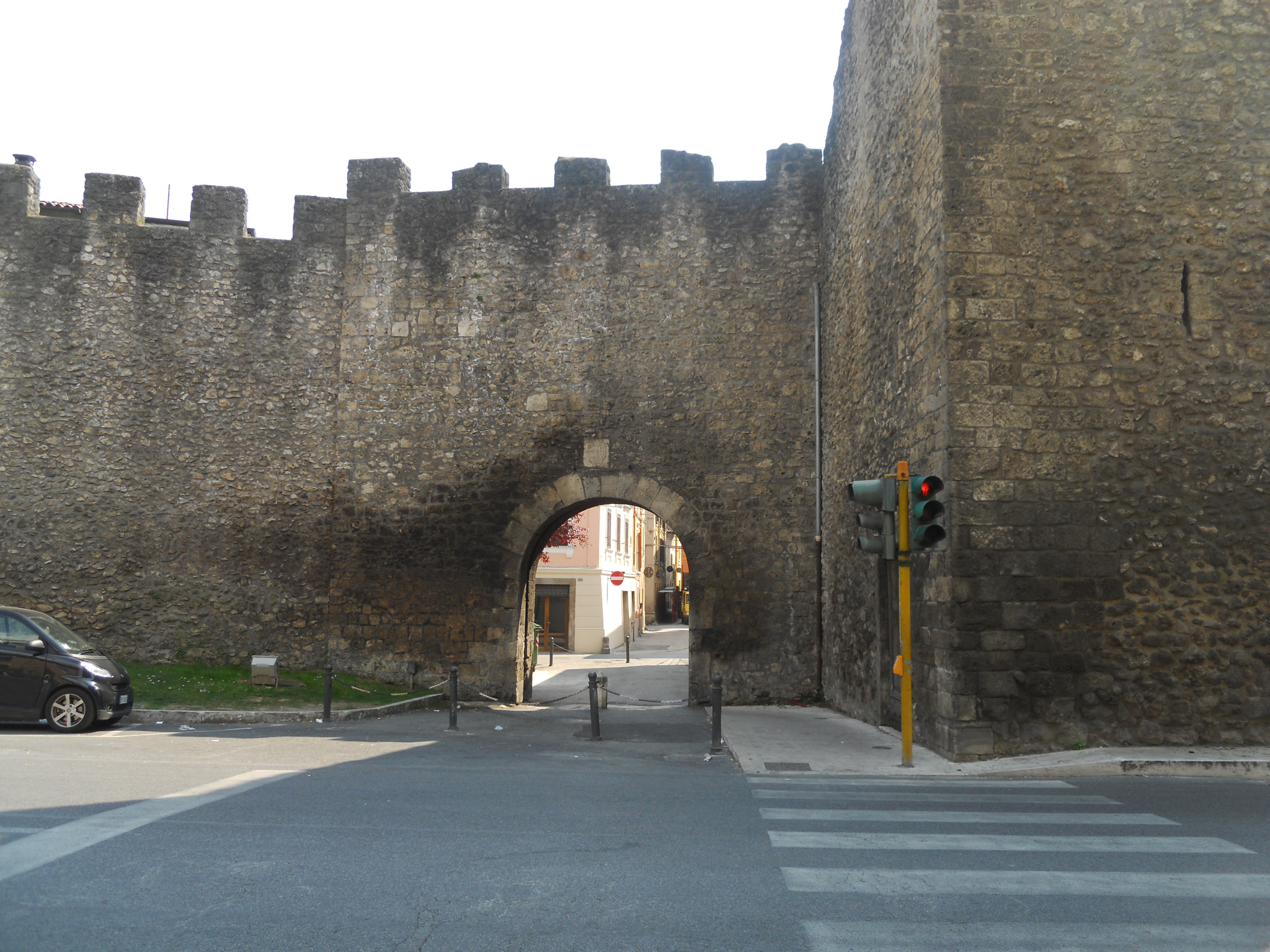
Porta Conca vista dall'esterno

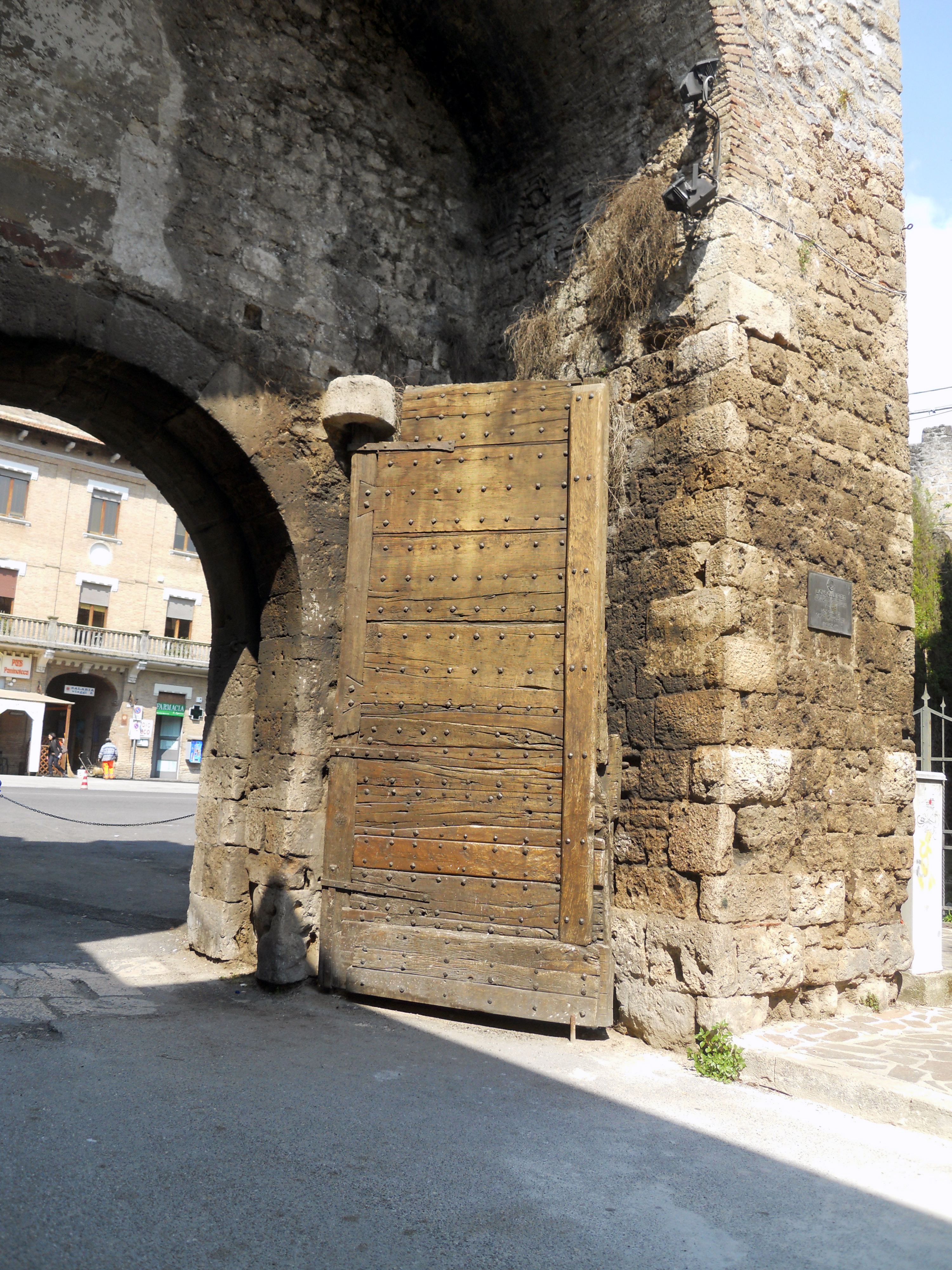
Le imposte in legno di Porta Conca

La prima testimonianza dell'esistenza di Porta Conca risale al 1349. Nella parte esterna riporta lo stemma del vescovo di Rieti Angelo Capranica, che nel 1456 finanziò un rifacimento della porta. Le notizie di alcuni lavori di manutenzione del 1495 rivelano che all'epoca la porta era dotata anche di un ponte levatoio. Le imposte lignee, tuttora in loco, risalgono al XVI secolo (come riportato da un'iscrizione sul portone stesso).

### Porta San Giovanni

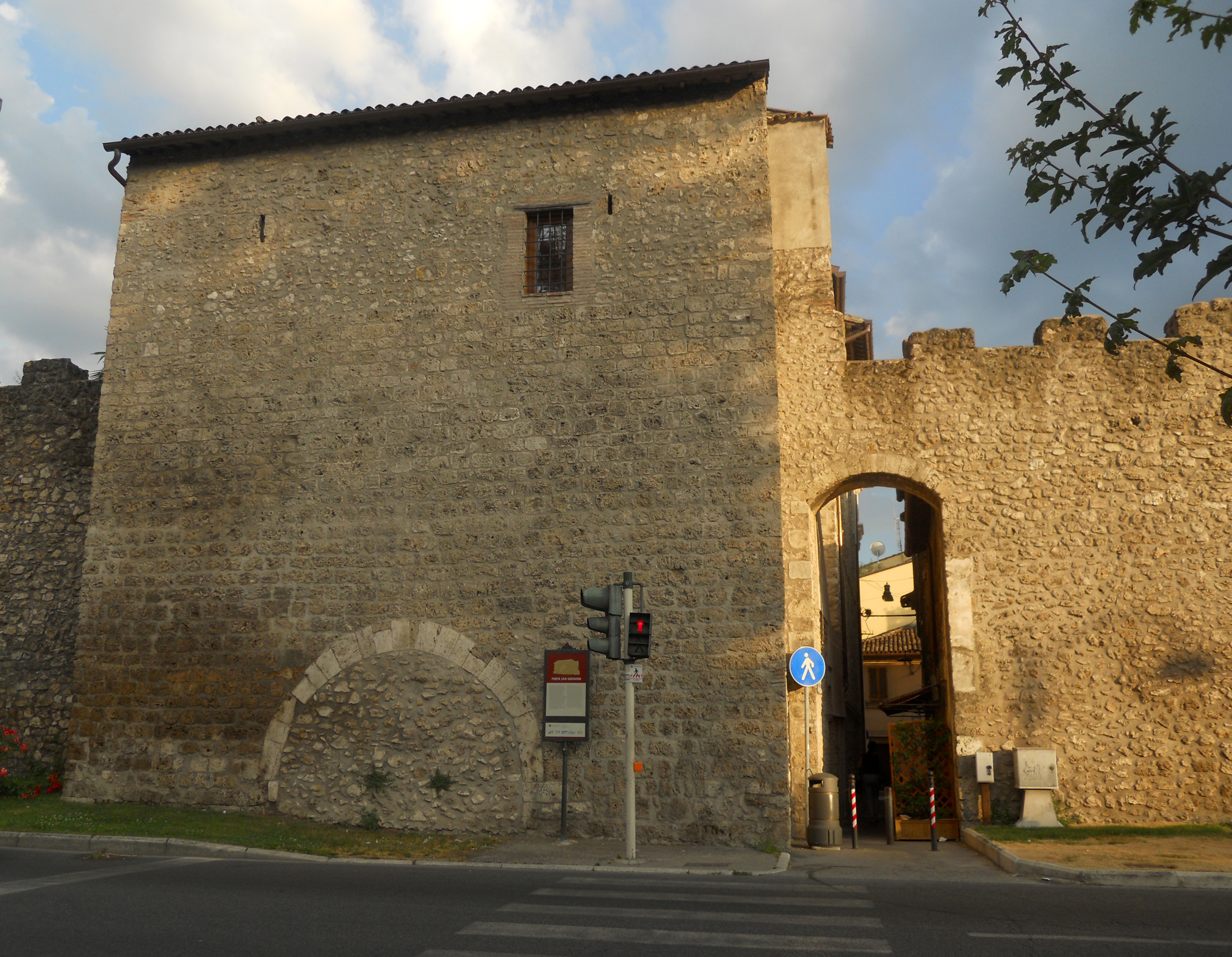
Porta San Giovanni

Questa porta apparteneva a Tommaso Celani, e assunse il nome attuale nel XV secolo; tale nome fu ripreso dall'omonima porta che anticamente sorgeva quasi alla sommità di via Pennina, nelle vicinanze della chiesa (demolita nel Settecento) di San Giovanni de Statua.
Nella parte inferiore sono ancora visibili le caratteristiche della parte più antica della cinta muraria, con un arco ogivale e e bugne squadrate con precisione. Sopra all'arco, invece, si può osservare la tecnica muraria più "recente", risalente agli interventi del 1447. La porta era dotata di un ponte levatoio per attraversare il canale difensivo antistante.
La porta fu chiusa e murata all'inizio del Cinquecento, per costruire la chiesa di San Liberatore. Sulla destra della porta vera e propria, oggi si apre vicolo Fra Fedele Bressi.

### Porta Cintia

Porta Cintia dopo il rifacimento di Eugenio Duprè

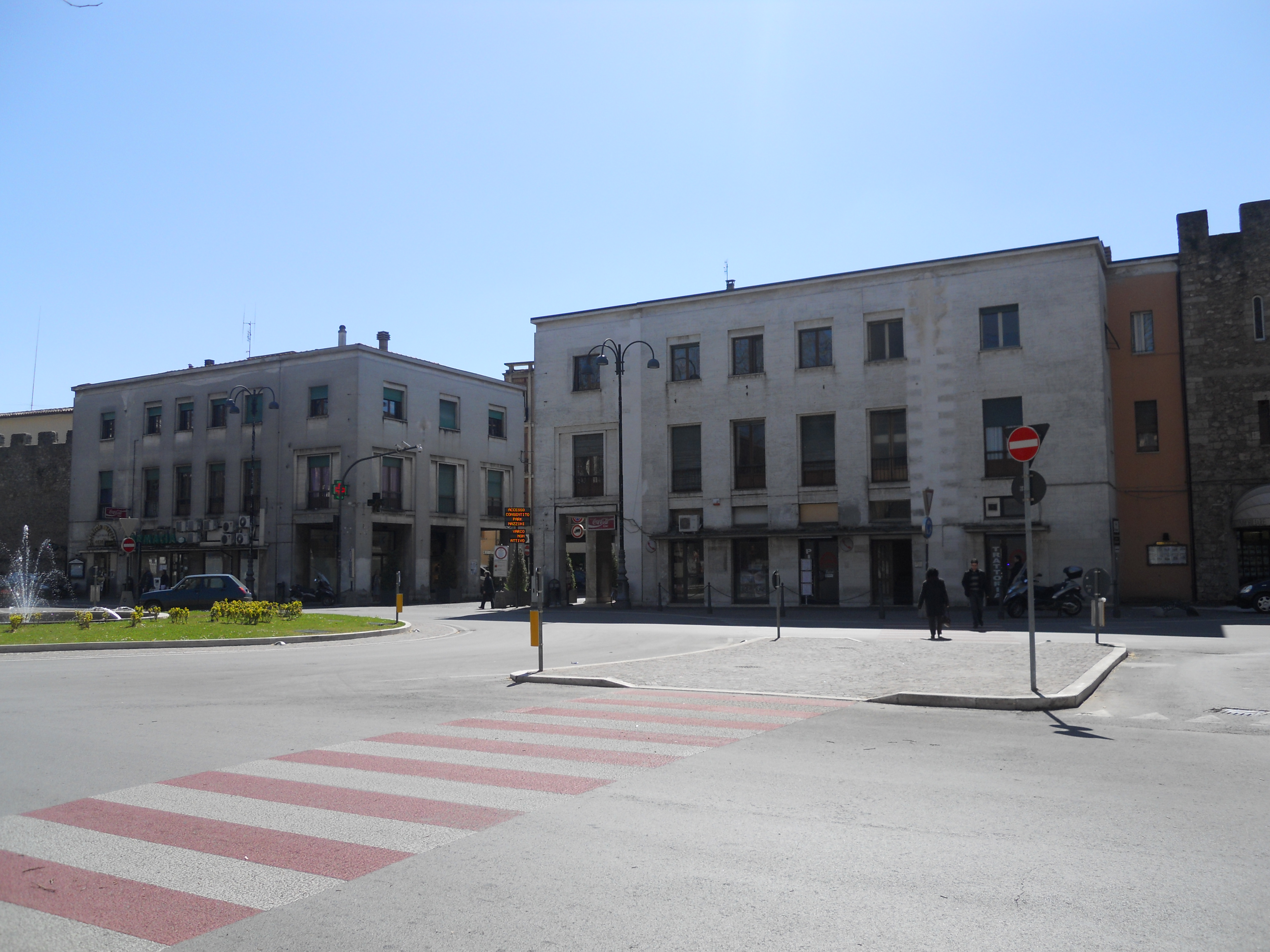
Porta Cintia come si presenta oggi

Già nella cinta romana era presente ad occidente una porta detta Quintia o Cintia. Inizialmente era collocata dove oggi si trova la sede dell'INPS (all'incrocio tra le attuali via Cintia, via dei Pini e via Sanizi) ed era nota anche come "Porta Spoletina", per il fatto di essere posta sulla strada per Terni e Spoleto.
In seguito alla costruzione della più ampia cinta muraria medievale la porta venne spostata più a valle, nella posizione attuale. Si registrano restauri della porta nel 1379, 1382, 1460, 1495. L'iniziale porta di legno andò distrutta nel 1521 a seguito di un incendio, e al suo posto ne venne costruita una nuova.
Nel 1866, in seguito alla distruzione della porta all'epoca esistente, la struttura venne completamente ricostruita in pietra e in stile neo-medievale, su progetto dell'ingegnere reatino Eugenio Duprè. La porta del Duprè era costituita da due torri merlate, munite su ogni lato di piccole finestre simili a feritoie; tra le due torri si poneva un'esedra semicircolare, chiusa da un cancello in ferro realizzato nel 1870 dalla fonderia Gregorio Catini.
Ma il destino che era stato della precedente fu proprio anche di questa nuova struttura, che andò perduta nel giugno 1944 quando fu minata dai tedeschi in ritirata; non venne mai ricostruita. Infatti nel dopoguerra, forse anche per facilitare il traffico automobilistico, si decise di costruire - al posto delle torri - due grigi palazzi in stile razionalista, posizionati in modo simmetrico ai due lati della strada, dove scorre il traffico, e “saldati” con le mura medievali poste ai loro fianchi.
Nonostante la porta vera e propria non esista più, la zona conserva ancora oggi il toponimo di "Porta Cintia" e la funzione di punto di accesso per il centro storico. Nel 2009 il cancello in ferro della porta ottocentesca è stato ricollocato a mo' di monumento in piazza Marconi, immediatamente accanto ai due palazzi che sostituiscono la porta, in seguito a un'opera di riqualificazione della piazza stessa.

Porta Cintia vista da viale Maraini
Porta Cintia in una foto pubblicata nel 1932
Le macerie della porta distrutta nel 1944
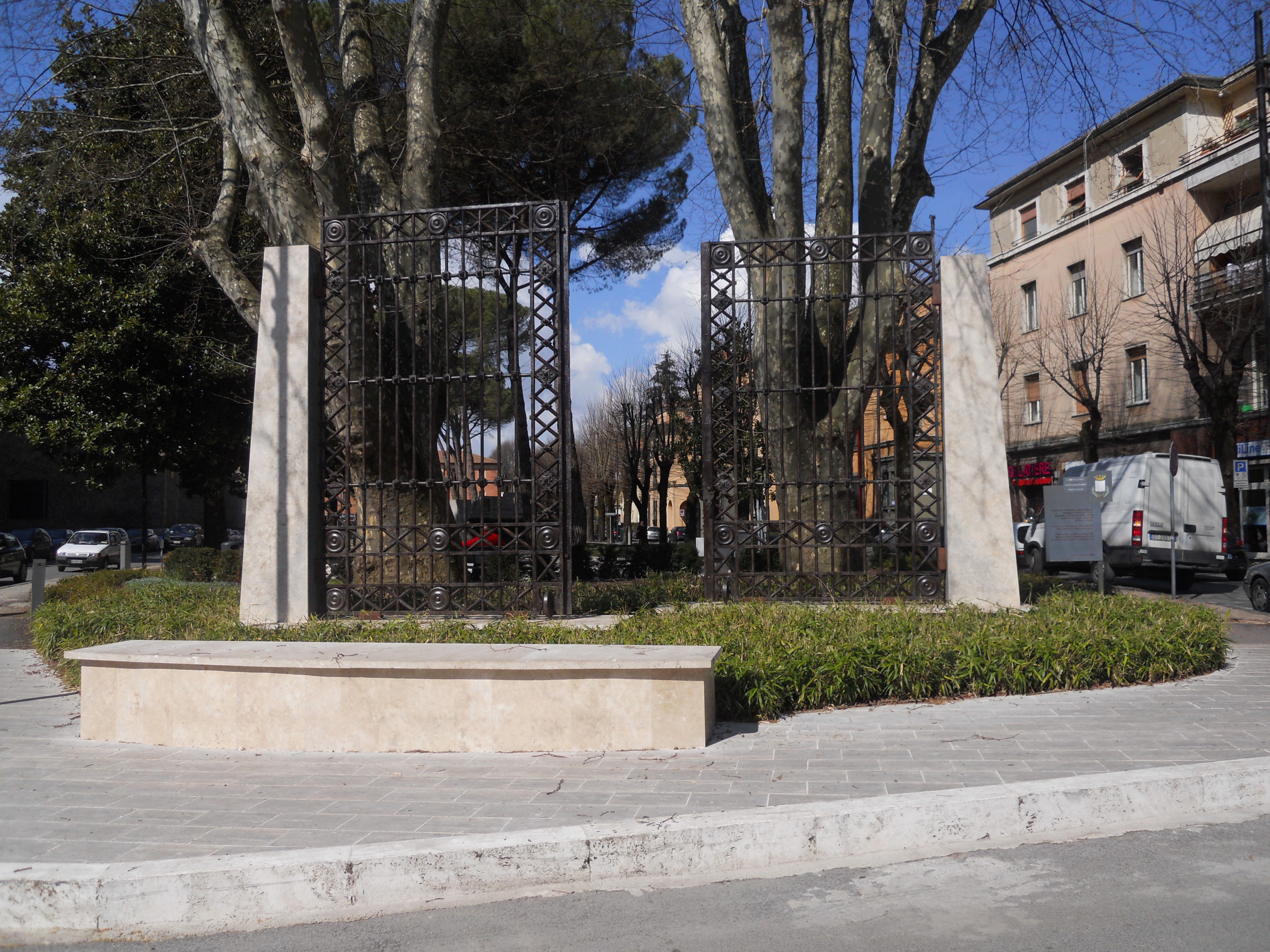
Il cancello in ferro

### Porta Romana

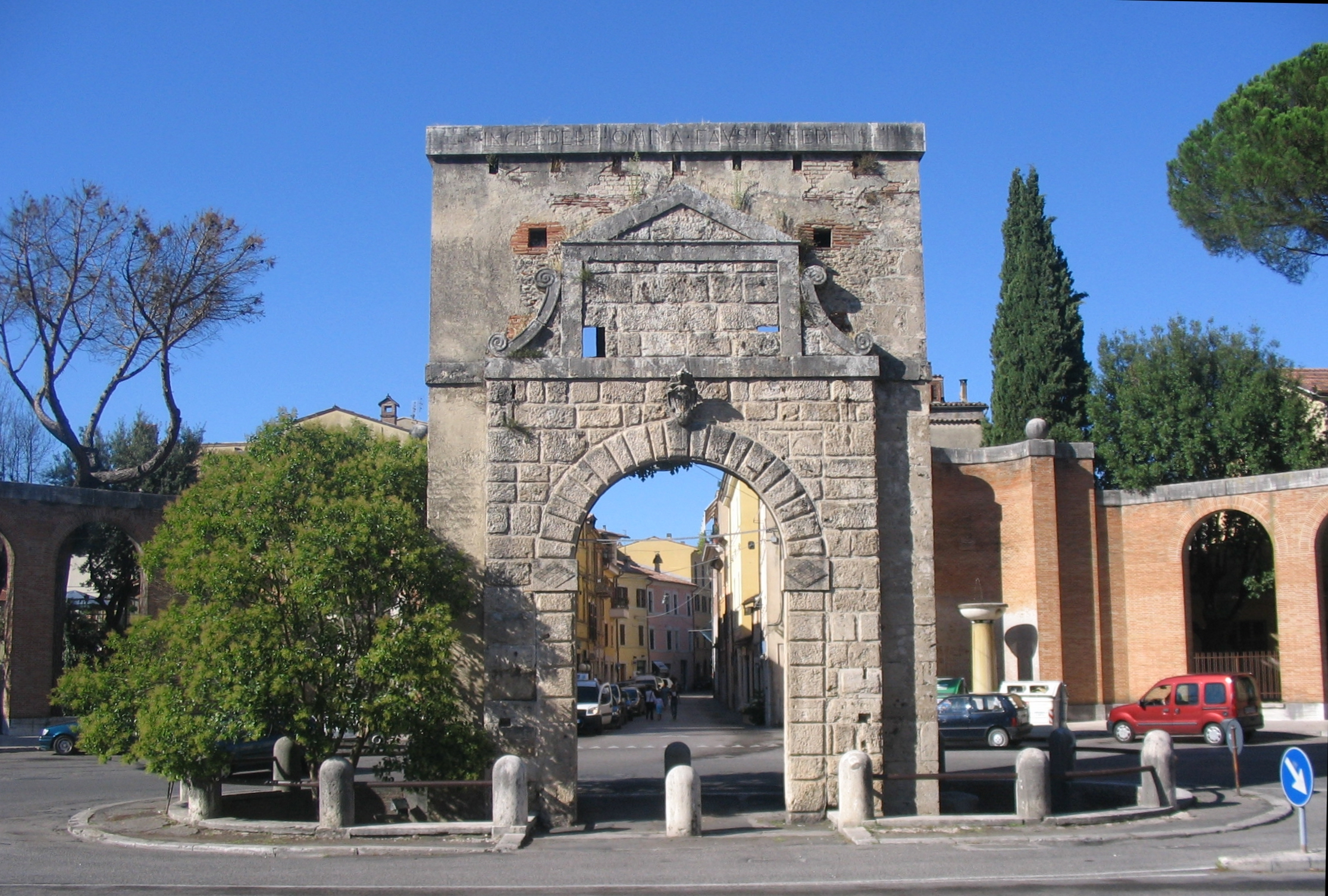
Porta Romana

Nella più antica cerchia di mura di epoca romana il nome di Porta Romana indicava una porta sita a meridione, sul viadotto di accesso alla città (corrispondente all'attuale Via Roma), con cui l'antica via Salaria raggiungeva il foro (piazza Vittorio Emanuele II) dopo aver superato il Velino con il Ponte Romano.
Il nome continuò ad essere usato anche nelle mura medievali per indicare la porta edificata nel 1586 sulla sponda sinistra del fiume, a protezione del quartiere Borgo. In passato Porta Romana era collocata al termine della via omonima, saldata agli edifici circostanti.
La sua posizione, posta all'ingresso sud della città lungo la Via Salaria, la rendeva il biglietto da visita per tutti i viaggiatori provenienti da Roma. Per questa ragione nel 1930 l'area fu sottoposta ad un intervento di riqualificazione ad opera dell'architetto Cesare Bazzani, con il quale venne creata l'attuale Piazza della Repubblica e la porta venne monumentalizzata ricollocandola al centro della piazza, a mo' di arco di trionfo, con alle spalle un'esedra in mattoni che venne eretta sul semiperimetro della piazza. In tale occasione fu aggiunta nella sommità della porta una copertura in cemento che riporta due iscrizioni di benvenuto e arrivederci alla città: sul lato esterno «Ingredere Omnia Fausta Ferens» («entra portando buoni auspici»), sul lato interno «I et redi feliciter» («va' e torna con successo»).

### Porta Aringo
Sorgeva al Borgo, all'incirca dove oggi si trova il monumento ai caduti del bombardamento della seconda Guerra Mondiale. Come nel caso di Porta Cintia, di essa è rimasto soltanto il toponimo.